# Licht aus, Messer raus!
Licht aus, Messer raus! beginnt der Kehrreim zu einem Lied, das kurz vor Beendigung des Ersten Weltkrieges in Deutschland populär wurde: zuerst als Modetanz, dann aber als Schlachtgesang zur Novemberrevolution. Musik stammt von dem Komponisten C [arl] Urban und der Text von Max Adam. Es erschien 1918 im Theaterverlag Eduard Bloch in Berlin.

## Hintergrund
Dieses Lied wurde auch unter dem Titel „Der Hiawatha“ bekannt. Dabei hat es weder mit dem summer idyl des amerikanischen Komponisten Neil Moret zu tun noch mit der Gestalt aus der Mythologie der nordamerikanischen Ureinwohner, die Henry Wadsworth Longfellow zu seinem epischen Gedicht „The Song of Hiawatha“ (1855) anregte.
Wie die Notenausgabe erklärt, war die Komposition ursprünglich als „Gesellschaftstanz für Klavier“ gedacht ; einem M. Kaulin verdanken wir die Tanzerklärung. Als Tanzbezeichnung steht auf den Plattenlabels „Rheinländer“ dem moderneren „Two Step“ gegenüber.

## Geschichte
Die Zeitumstände aber ließen daraus statt eines Modetanzes ein Kampflied werden. Es wurde von meuternden Soldaten des Heeres noch vor dem Kieler Matrosenaufstand als Parole und Schlachtruf benutzt. So beschreibt Hans Tröbst, Hauptmann eines Pionierbataillon die Zustände im Oktober 1918 an der Westfront:

„Durch die scheinbar gänzlich überraschend gekommene französische Offensive, waren wir gezwungen gewesen, unsere Divisionen bald hierhin, bald dorthin zu werfen. Die währenddessen aus der Heimat zurückkehrenden Urlauber bevölkerten nun auf der Suche nach ihrem Truppenteil alle Etappenbahnhöfe und die Züge. (...) So sammelten sich in kürzester Zeit in Sedan 35000, in Chareleville 20000 Versprengte an, etc. etc. Die Verpflegung dieser Massen stieß natürlich auf Schwierigkeiten, die ersten Ausschreitungen begannen. Proviantämter und Züge wurden gestürmt und geplündert. Offiziere, die die Soldateska daran hindern wollte, wurde mit Messern bedroht und verprügelt. Bei dieser Gelegenheit kam ein merkwürdiger Schlachtruf auf: "Licht aus! Messer raus! Haut ihn!" Wenn es unter den Tausenden von Versprengten auch eine große Anzahl gab, die den ehrlichen Willen hatten, so schnell wie möglich wieder an die Front zu kommen, so war es ihnen durch die mangelhafte Organisation einfach nicht möglich.“

Auch der deutsche Kronprinz wurde Augenzeuge des Unmutes der Soldaten unmittelbar vor der Novemberrevolution.

„Bereits am 7. November hatte Wilhelm mit eigenen Augen die Vorboten einer neuen Zeit gesehen. Auf dem Weg zum Truppenbesuch, nahe bei Givet fuhr er an einem mit Soldaten besetzten Zug vorbei. Hier sah er zum ersten Mal mit eigenen Augen das Symbol der Revolution: die rote Fahne. Aus den zerbrochenen Fenstern des Wagens tönte der Schlachtruf des Aufruhrs:"Licht aus! Messer raus!" Wilhelm ließ den Fahrer anhalten. Mit lauter Stimme befahl er den Soldaten, aus dem Zug auszusteigen. Einige hundert Männer in zerlumpten Uniformen stellten sich vor ihm auf. Direkt vor ihm positionierte sich ein baumlanger bayrischer Unteroffizier, in lässiger Haltung, die Hände tief in den Hosentaschen, ein wahres Musterbild der Insubordination. Wilhelm streckte das Kreuz durch und herrschte den Mann in Kasernenton an, den er seit seiner
Jugend eingeübt hatte. Haltung, brüllte er, wie es sich für einen deutschen Soldaten gehört. Noch funktionierte die alten Reflexe, der Bayer richtete die Augen gradeaus und legte die Hände an die Hosennaht. Augenblicklich kehrte die Ordnung zurück, und ein junges Kerlchen mit Eisernen Kreuz bat sogar für seine Kameraden um Entschuldiung. Man sei jetzt schon drei Tage ohne Verpflegung unterwegs.“

In seinem stark autobiographisch geprägten Roman Tadellöser & Wolff überliefert Walter Kempowski eine Variante des Ausrufs: "Licht aus! Messer 'raus! Drei Mann zum Blutrühren!", ebenfalls mit Verweis auf meuternde Soldaten am Ende des Ersten Weltkrieges.

## Text
Der Text, der auf dem Etikett der Schallplatten-Ausgabe von 1931 einem Max Adam zugeschrieben wird, tönt indes noch wie ein eher lumpenproletarischer Unzufriedenheit („Habn’n nichts anzuziehn / Nur noch Holzpantin’n“) entsprungener „Kneipen-Hit“, der mehr zu einer Wirtshausschlägerei („schmeisst den Kerl doch raus!“) als zu einer politischen Manifestation aufrufen will. Gleichwohl verweist er deutlich auf die unruhige Zeit des Zusammenbruchs der Monarchie und der darauffolgenden innenpolitischen Auseinandersetzungen im Reiche. Wie man unschwer heraushören kann, ging es dabei keinesfalls gewaltfrei zu.
Kehrreim:

Licht aus, Messer raus,

haut ihn dass die Fetzen fliegen,

Licht aus, Messer raus,

schmeisst den Kerl zum Fenster raus,

Licht aus, Messer raus,

haut ihn dass die Fetzen fliegen,

Licht aus, Messer raus,

schmeisst den Kerl doch raus!

Vers:

Kinder halt’ die Luft an, ihr steht vor’m Ruin!

Habn’n nichts anzuzieh’n,

Nur noch Holzpantin’n.

Ganz egal man stolz’t auch damit durch Berlin

Und mit froher Mien’

Wird geschrie’n:
Noch deutlicher wird es in der Textfassung, die der Arbeiterschriftsteller Ludwig Turek in seinem 1930 erschienenen Buche „Ein Prolet erzählt“ überliefert:
Kehrreim:

Licht aus, Messer raus,

Haut ihn, dass die Fetzen fliegen,

Straße frei, Fenster zu,

Runter vom Balkon.

Vers:

Vierzehn Tage hab' ich schon kein Hemd mehr an,

Und alles wegen dir!

Und alles wegen dir!

Wenn du denkst, ich bringe dich umsonst nach Haus',

Ja, so siehste grade aus,

Ja, so siehste grade aus.

## Notenausgabe
- Hiawatha; Gesellschaftstanz für Klavier. Tanzerklärung von M. Kaulin, Musik von C. Urban. (= Gesellschaftstänze. No. 47). Format: 4°. Theaterverlag Eduard Bloch, Berlin. Berlin 1918.

## Tondokumente
Während es von der Tanzfassung aus der Entstehungszeit zahlreiche instrumentale Aufnahmen verschiedener Kapellen auf Grammophonplatten gab, sind von der gesungenen nur drei bekannt geworden, eine aus der Entstehungszeit, die von der Soubrette Lucie Bernardo vorgetragen wurde, und zwei, die beinahe ein Jahrzehnt später, in der Zeit um 1930, entstanden. Beide werden von zwei in Berlin äußerst populären Künstlern ausgeführt: der Kapelle Otto Kermbach und dem Sänger und Volksschauspieler Alexander Flessburg.

### Instrumental
- Odeon AA 57651 (mx. xxB ?) [30 cm] Hiawatha : Originaltanz / C. Urban. Odeon-Tanz-Musik.
- Odeon 311.301 (mx. xBo 1431) Hiawatha : Originaltanz / S. Urban [sic]. Odeon-Tanz-Musik.
- Beka 30193 (mx. 30193) Hiawatha : Two-step / Urban. Beka-Orchester. Kapellmeister F. Kark. Aufgenommen in Berlin am 20. Februar 1919.[17]
- Artiphon Record 527 (mx. 527, im wax: H 16 C ; J 16 12 19) Hiawatha. Gesellschaftstanz / Urban. Artiphon-Orchester.
- Homokord 15 810 (mx. 15810, im wax: D3G ; A 5 9 19) Hiawatha : Gesellschaftstanz, populärer Tanz / C. Urban. Orchester.
- Favorite 1-012549 (mx. 30193) Hiawatha : neuer Two-step / Urbach [sic] Favorite-Orchester.
- Dacapo Lyrophon Record 20630 (mx. 1-012549) Hiawatha. Two-step / Urban. Gespielt vom Dacapo-Lyrophon-Orchester.
- Polyphon Record 15573 / 27475 (mx. 28 am) Hiawatha : Gesellschaftstanz / Urban. Tanz-Orchester.
- Stern-Platte 5008 (mx. 5008) Hiawatha : Originaltanz / C. Urban. Orchester.

### Mit Gesang
- Beka 30316 (mx. 30316) Licht aus, Messer raus, haut ihn! Couplet (Walter Clön) Lucie Bernardo mit Orchester. Aufgen. Berlin, 14. August 1919.[18]
- Gloria G.O.10548 a (mx. Be 9343-2) Licht aus, Messer raus! (Hiawatha), Rheinländer. Musik C. Urban, Text Max Adam. Otto Kermbach mit seinem Orchester, mit Gesang Alexander Flessburg. Aufgen. Berlin, Februar 1931[19]
- Electrola E.G. 2197 / 60-1410 (mx. BD 9353-I) Hiawatha – Gesellschaftstanz / C. Urban. Kapelle Kermbach. Refrain: Alexander Flessburg.